# Bajdary

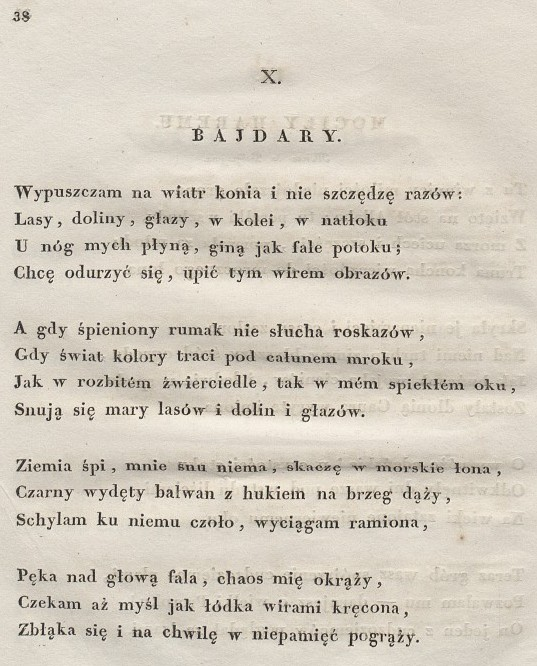
Bajdary w pierwodruku „Sonetów Adama Mickiewicza” z 1826 roku

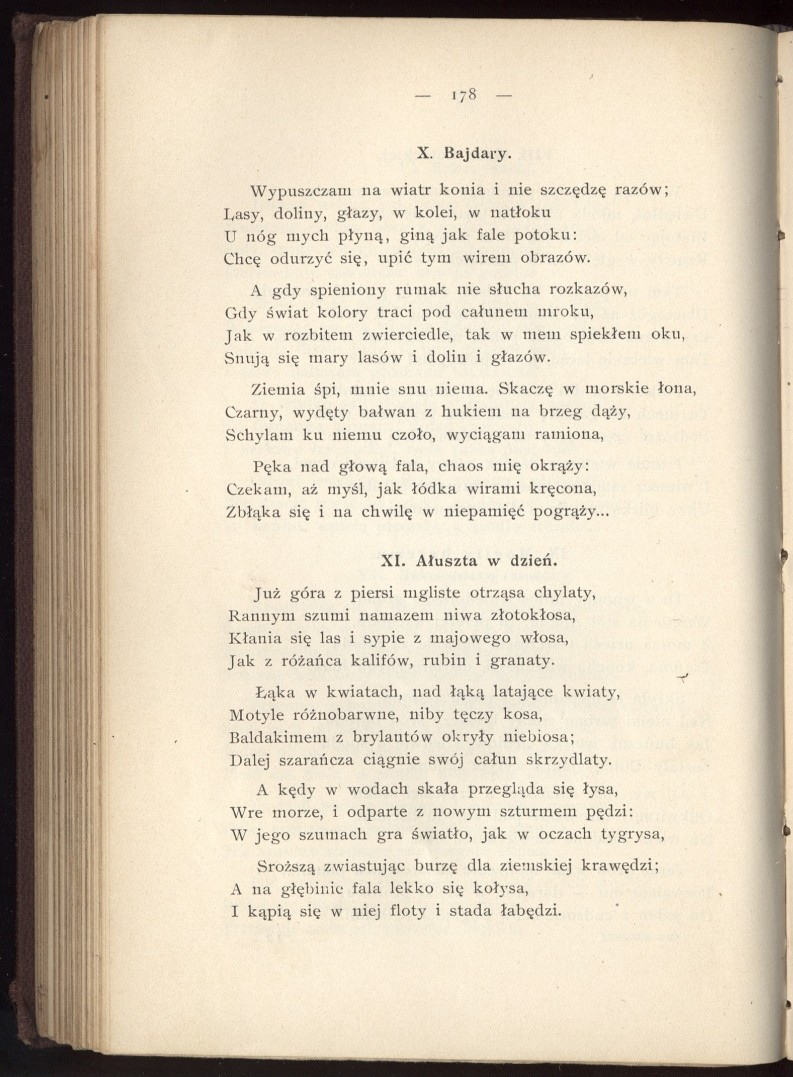
Bajdary w tomie 1 zbioru „Poezye Adama Mickiewicza” z 1899 roku

Bajdary (incipit Wypuszczam na wiatr konia i nie szczędzę razów) – dziesiąty sonet z cyklu sonetów krymskich autorstwa Adama Mickiewicza. Po raz pierwszy został opublikowany w 1826 roku, natomiast dokładna data powstania poematu nie jest znana.

## Treść sonetu
Dziesiąty sonet z cyklu został zainspirowany został zwiedzaniem doliny Bajdarskiej. W pierwszym czterowierszu, naśladującym swoim rytmem galop konia, oddane są wrażenia wzrokowe odnoszone podczas szalonej jazdy konnej, natomoiast w drugim czterowiersze oddane są wrażenia po tej jeździe, kiedy koń już ustał, a jeździec w ciemności odtwarza przeżyte wrażenia. W sześciowierszu zmęczony natłokiem obrazów Podróżny (jedno z wcieleń Krymskiego Pielgrzyma, człowieka o gorzkiej i skomplikowanej przeszłości, świadomego wyobcowania i samotności, który jednak zachował poznawczą ciekawość świata), utożsamiany z podmiotem lirycznym, uzyskuje chwilowe uspokojenie i niepamięć w półsennej wizji zanurzenia się w morskiej toni. Motyw szalonej jazdy jest zapowiedzią późniejszego poematu Farys.

## Objaśnienie poety
„Bajdary” – Piękna dolina, przez którą zwykle wjeżdża się na brzeg południowy Krymu.

## Miejsce w cyklu
Sonet Bajdary zgodnie z podziałem Władysława Folkierskiego jest pierwszym sonetem z czterech związanych w dolinami Krymu  (Bajdary, Ałuszta w dzień, Ałuszta w nocy, Czatyrdah), natomiast zgodnie z podziałem Juliusza Kleinera oraz Czesława Zgorzelskiego wyróżnia się zarówno tematem jak strukturą liryczną i stanowi osobny element cyklu.

## Analiza wersyfikacyjna
Sonet jest napisany trzynastozgłoskowcem i zbudowany zgodnie z zasadami budowy sonetu poezji prowansalskiej oraz zasadami stosowanymi przez Petrarkę (czternastowierszowa struktura sonetu podzielona na dwa czterowiersze i jeden sześciowiersz), przy użyciu wyłącznie rymów żeńskich, padających na istotne dla treści sonetu słowa. W dwóch pierwszych czterowierszach układ rymów jest abba abba, na zgodnych rymach, natomiast w sześciowierszu, rozkładającym się na dwa trójwiersze, cdc dcd. Struktura wersyfikacyjna sonetu jest zgodna z jego strukturą wewnętrzną, dwóm pierwszym czterowierszom, będącym zamkniętymi całościami składniowymi, przeciwstawia się ostatni sześciowiersz, obejmujący czterowiersz z finałem dwuwierszowym, dla wzmocnienia puenty.

## Powstanie sonetu
Najprawdopodobniej wszystkie autografy sonetów Mickiewicza znajdowały się w albumie należącym do Piotra Moszyńskiego. Album ten, jak i kopia wykonana przez Bronisława Gubrynowicza, zaginęły po 1945 roku, w związku z czym nie można ustalić dokładnej daty jego powstania. Zgodnie z informacjami umieszczonymi w napisanej przez Władysława Mickiewicza przedmowie do tomu 1. paryskich „Dzieł” Mickiewicza sonety przed ich wydaniem zostały ocenzurowane przez Michaiła Kaczenowskiego, profesora Uniwersytetu Moskiewskiego, który dokonał mało znaczących poprawek oraz nie wyraził zgody na publikację jednego sonetu pod tytułem Czołobitność, z którego treści zachowały się tylko dwa wersy.

## Współczesna recepcja
Sonety krymskie w momencie ukazania się drukiem wywołały burzliwą dyskusję i niejednoznaczne oceny. Najostrzejszym ich krytykiem był Kajetan Koźmian, który w liście do Franciszka Morawskiego użył na ich określenie terminu paskudztwo, negatywnie oceniał je również Franciszek Salezy Dmochowski, natomiast pozytywnie oceniali je m.in. Maurycy Mochnacki oraz Teodozy Sierociński. Przeciwnicy uważali język sonetów za niewłaściwy, z powodu orientalizmów oraz odstępstw od norm języka literackiego, kwestionowali również formę sonetu jako nieodpowiednią dla tematu. Zwolennicy zauważyli, że cykl sonetowy stanowi romantyczny odpowiednik poematu opisowego, stanowiąc zwartą kompozycyjną całość.